# На межі тисячоліть (монета 2000 року)
«На межі́ тисячолі́ть» — пам'ятна біметалева монета номіналом 5 гривень, випущена Національним банком України, присвячена переходу з другого у третє тисячоліття, з яким народи планети пов'язують свої сподівання на мир, порозуміння між народами, на краще життя, в якому пануватимуть злагода та добробут.
Монету введено в обіг 28 грудня 2000 року. Вона належить до серії «На межі тисячоліть».

## Опис монети та характеристики
| Номінал грн. | Метал                   | Маса, г | Діаметр, мм | Якість виготовлення | Гурт                 | Тираж, штук |
| ------------ | ----------------------- | ------- | ----------- | ------------------- | -------------------- | ----------- |
| 5            | нікелевий сплав, нордік | 9,4     | 28,0        | звичайна            | секторальне рифлення | 50 000      |

### Аверс
На аверсі монети на тлі дзеркала зображено утворений трьома півколами рельєфний трипелюстковий орнамент, що символізує триєдність минулого, сучасного та майбутнього. В центрі цього орнаменту розміщено малий Державний Герб України. Між пелюстками орнаменту по колу розміщено написи: «УКРАЇНА», «5», «ГРИВЕНЬ», «2000» та логотип Монетного двору Національного банку України.

### Реверс

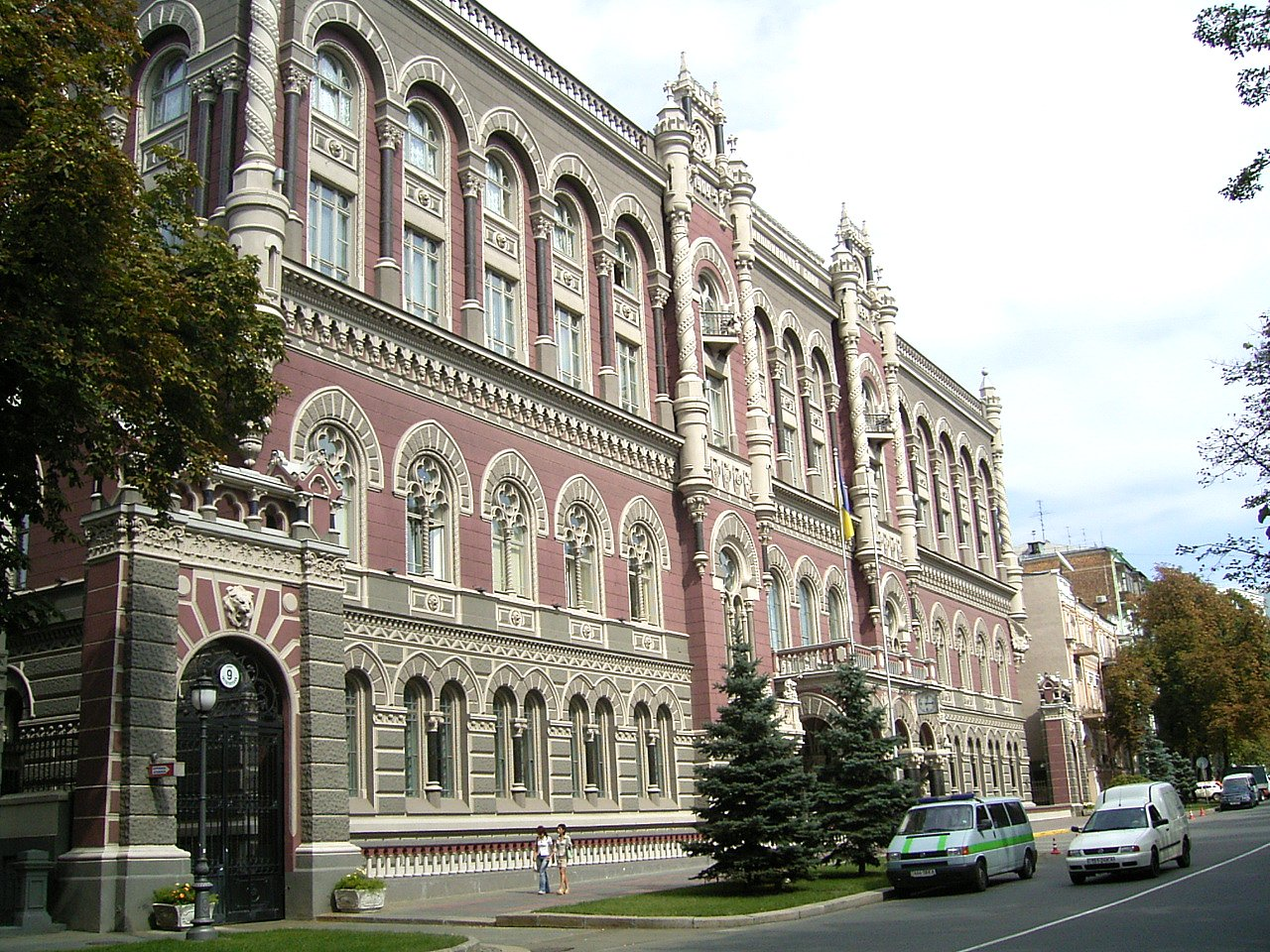
Будівля Національного банку України

На реверсі монети зображено стилізовану фігуру сіяча, який іде по ріллі, сіючи зерна «розумного, доброго, вічного» для тих, хто житиме в наступному тисячолітті. По колу розміщено напис: «НА МЕЖІ ТИСЯЧОЛІТЬ».

## Автори
- Художник — Чайковський Роман.
- Скульптор — Чайковський Роман.

## Вартість монети
Ціну монети — 5 гривень встановив Національний банк України у період реалізації монети через його філії в 2000 році.
Фактична приблизна вартість монети, з роками змінювалася так:
| Рік        | 2010 | 2011 | 2012 | 2013 | 2014 | 2015 | 2016 | 2017 | 2018 | 2019 | 2020 | 2021 | 2022 | 2023 | 2024 | 2025 |
| ---------- | ---- | ---- | ---- | ---- | ---- | ---- | ---- | ---- | ---- | ---- | ---- | ---- | ---- | ---- | ---- | ---- |
| Ціна, грн. | 250  | 260  | 260  | 260  | 220  | 350  | 380  | 410  | 410  | 350  | 340  | 350  | 390  | 650  | 940  | 880  |